# Sanford Jay Frank
Sanford Jay Frank, también conocido como Sandy Frank, (21 de julio de 1954 - 18 de abril de 2014) fue un escritor de televisión que fue conocido como escritor para Late Night with David Letterman. Él escribió para Late Nite por cuatro años, durante los cuales el programa ganó cuatro premios Emmy por escribir comedia-variedad. Frank tenía una licenciatura en Matemáticas y Licenciado en Derecho por la Universidad de Harvard y ha escrito para The Harvard Lampoon. Se unió al equipo de guionistas de Late Nite después de toparse con su viejo amigo de la universidad Jim Downey quien se desempeñó como jefe de guionistas para Letterman como había sido un escritor original del personal para Saturday Night Live. Frank también escribió para In Living Color y The Fresh Prince of Bel-Air. En 2011, fue el autor de su primer libro, The Inner Game of Screenwriting.
Murió de cáncer cerebral en 2014.